# Heptathela cucphuongensis
Heptathela cucphuongensis Ono, 1999 è un ragno appartenente al genere Heptathela della Famiglia Liphistiidae.
Il nome del genere deriva dal greco ἐπτά, heptà, cioè 7, ad indicare il numero delle ghiandole delle filiere che possiedono questi ragni, e dal greco θηλή, thelè, che significa capezzolo, proprio ad indicare la forma che hanno le filiere stesse.
Il nome proprio deriva dalla località di Cuc Phuong, della provincia di Ninh Binh, nel nord del Vietnam e dal suffisso latino -ensis, che significa: presente, che è proprio lì.

## Caratteristiche
Ragno primitivo appartenente al sottordine Mesothelae: non possiede ghiandole velenifere, ma i suoi cheliceri possono infliggere morsi piuttosto dolorosi
Questa specie è simili alla H. hunanensis, rinvenuta in Cina: in entrambe le specie, infatti, le spermateche mediane si fondono in una sola struttura; tuttavia la H. cucphuongensis è distinguibile dall'altra in quanto ha le bursae laterali senza basi. Le dimensioni del bodylenght (lunghezza del corpo escluse le zampe) nelle femmine varia da 15 a 17,5 millimetri.
I cheliceri hanno 12 o 13 denti (3 larghi e 9-10 più piccoli), sul margine anteriore del solco della zanna. L'opistosoma ha forma ovale, lungo più che largo. Le filiere mediane posteriori non sono fuse. Posseggono tre spermateche, le bursae laterali con basi, di forma granulare, con alcuni piccoli tubercoli granulati; la borsa mediana è spaiata, di forma ovale, granulata e senza gambo.

## Colorazione
Il prosoma è di colore bruno-nerastro, la parte cefalica è più scura e i tubercoli oculari sono neri. I cheliceri sono bruno-nerastri e la zanne bruno-rossicce. Le coxae delle zampe e i pedipalpi sono grigio-bruni, gli altri segmenti delle zampe sono grigio-scuri. L'opistosoma è grigio-scuro, le scleriti dorsali bruno-nerastre e le scleriti ventrali e le filiere sono bruno-giallognole

## Distribuzione
Rinvenuta nella località di Cuc Phuong, della provincia di Ninh Binh del Vietnam settentrionale.